# پشه‌های قارچ
پشه‌های قارچ (نام علمی: Sciaroidea) نام یک بالاخانواده از زیرراسته نخ‌شاخان است.